# Chorthippus kazdaghensis
Chorthippus kazdaghensis är en insektsart som beskrevs av Mol, A. och Battal Çiplak 2005. Chorthippus kazdaghensis ingår i släktet Chorthippus och familjen gräshoppor. Inga underarter finns listade i Catalogue of Life.